# Verbandsgemeinde Langenlonsheim-Stromberg
La comunità amministrativa Langenlonsheim-Stromberg (Verbandsgemeinde Langenlonsheim-Stromberg) si trova nel circondario di Bad Kreuznach nella Renania-Palatinato, in Germania.
La comunità amministrativa è stata costituita nel 2020 dalla fusione delle comunità amministrative Langenlonsheim e Stromberg e comprende 17 comuni.

## Comuni
Fanno parte della comunità amministrativa i seguenti comuni:
| Comune, città               | Sup. (km²) | Abitanti |
| --------------------------- | ---------- | -------- |
| Bretzenheim                 | 5,81       | 2 600    |
| Daxweiler                   | 16,65      | 731      |
| Dörrebach                   | 13,14      | 698      |
| Dorsheim                    | 2,22       | 730      |
| Eckenroth                   | 1,08       | 221      |
| Guldental                   | 12,99      | 2 402    |
| Langenlonsheim              | 11,91      | 4 037    |
| Laubenheim                  | 3,34       | 813      |
| Roth                        | 0,82       | 272      |
| Rümmelsheim                 | 3,08       | 1 358    |
| Schöneberg                  | 7,13       | 603      |
| Schweppenhausen             | 3,05       | 893      |
| Seibersbach                 | 14,63      | 1 261    |
| Stromberg, città            | 9,01       | 3 355    |
| Waldlaubersheim             | 8,05       | 813      |
| Warmsroth                   | 5,90       | 534      |
| Windesheim                  | 10,17      | 1 751    |
| VG Langenlonsheim-Stromberg | 128,98     | 23 072   |

(Abitanti al 31 dicembre 2021)